# Escots
Escots település Franciaországban, Hautes-Pyrénées megyében. Lakosainak száma 44 fő (2022. január 1.). Escots Bourg-de-Bigorre, Esconnets, Fréchendets, Asque, Bulan, Batsère és Sarlabous községekkel határos.

## Népesség
A település népességének változása:
| Lakosok száma | 28   | 32   | 33   | 34   | 37   | 39   | 40   | 43   | 44   |
|               | 2013 | 2015 | 2016 | 2017 | 2018 | 2019 | 2020 | 2021 | 2022 |